# Michael J. Wargo
Michael John Wargo (14 de septiembre de 1951 - 4 de agosto de 2013) fue un científico planetario estadounidense, que dirigió la planificación a largo plazo de las misiones tripuladas de exploración de la NASA.

## Semblanza
Wargo nació en 1951 en McKeesport (Pensilvania), hijo de John Wargo y de Margaret Maskin, ambos pertenecientes a familias de origen eslovaco. Cursó sus estudios primarios en centros educativos de Clairton (Pensilvania), graduándose en ciencias planetarias primero y posteriormente obteniendo su doctorado en ciencia de materiales por el Instituto Tecnológico de Massachussets en 1982. Tras permanecer un tiempo investigando en el MIT, se incorporó a la NASA en Washington D. C., organización a la que pertenecería durante el resto de su vida.
Durante sus dos décadas de trabajo en la agencia espacial, llegó a dirigir la organización de las misiones espaciales tripuladas de exploración. Colaborador en la misión del Lunar Reconnaissance Orbiter, se dedicó a evaluar los datos recogidos con el objeto de detectar la posible existencia en la Luna de los recursos materiales necesarios (especialmente agua -en forma de hielo-, determinados minerales o la insolación precisa) para poder instalar allí una base permanente habitada. También intervino en la planificación de una futura misión robótica a Marte en 2020. Gran parte de su trabajo estuvo dedicada a trazar las líneas maestras a largo plazo de las misiones de la NASA.
Falleció en su casa de Alexandria (Virginia) en 2013. Estaba casado con Adele Morrissette.

## Reconocimientos
- Medalla de Servicios Excepcionales de la NASA.[1]
- Premio John Wulff a la Excelencia Académica del MIT.[2]

## Eponimia
- El cráter lunar Wargo lleva este nombre en su memoria.[3]